# Key Sato
Key Sato (佐藤敬, Satō Kei),  est un peintre, japonais du XXe siècle, né le 28 octobre 1906 à Ōita et mort le 8 mai 1978 à Beppu (préfecture d'Ōita). Il a vécu avant et après la Seconde Guerre mondiale en France.

## Biographie
Travaillant sous la direction de Fujishima Takeji, Key Sato fréquente l'École des beaux-arts de Tokyo d'où il sort diplômé en 1929. De 1930 à 1934, il séjourne pour la première fois à Paris, où il est élève à l'Académie Calarossi à Paris. À Paris; il se lie d'amitié avec l'artiste Foujita. Il retourne qu Japon fin 1934.
En 1936, il fonde avec ses amis artistes Inokuma Genichiro, Wakita  l'association d'artistes anti-impérialiste Shin-Seisaku Kyokai (Les créations nouvelles). Il est également membre du comité du Musée d'art moderne de Kamakura. 
Il se marie avec la cantatrice  de renom Yoshiko Sato et son fils aîné Ado naît en 1936. Il aura une fille qui naît en 1943. 
Avant et pendant la guerre Key Sato participe à la propagande de l'armée japonaise en peignant de grandes œuvres évoquant les combats du front, en suivant son ami Foujita qui dirige le groupe de peintres. En 1952, il revient s'installer à Paris, où il se fixe, en retournant de temps en temps  pour de courts séjours au Japon. Son fils Ado le rejoint à Paris pour devenir lui aussi artiste peintre. Key s'intègre alors à l'École de Paris. Il fait partie de la seconde vague de l'abstraction lyrique, qui s'affirme dans la seconde moitié des années cinquante. Il voyage en Grèce, Italie, Afrique du Nord (Tunisie, Algérie, Maroc), Grande-Bretagne, États-Unis.
Il participe à des expositions collectives et personnelles.

## Expositions collectives
- 1926-1929 Salon national de Tokyo.
- 1931-1933 Salon d'automne à Paris.
- 1951 Musée Carnegie de New York.
- 1952, 1964 Exposition de Carnegie international de Pittsburgh.
- 1957 Exposition internationale de Carrare dont il obtient le Premier Prix de Gravure.
- Décembre 1957 - janvier 1958 Petits formats - Jacques Busse, Jean Cortot, Jean Clerté, Pierre Dmitrienko, Michel Patrix, Key Sato, Yasse Tabuchi…, Galerie Jacques Massol, Paris.
- 1958 Artistes Japonais, Musée Galliera à Paris.
- 1960 Trentième Biennale de Venise.
- 1963 Exposition Art japonais d'avant-garde, à Milan, Biennales de Tokyo et de São Paulo, Premier Salon international des Galeries Pilotes, Lausanne.
- 1964 Biennale de Menton dont il obtient un prix.
- 1965-1966 exposition itinérante Nouvelles Peinture et Sculpture Japonaises, Musée d'Art Moderne de New York, et grands musées américains.
- depuis 1955 Salon de Mai à Paris.
- depuis 1969 Salon des réalités nouvelles à Paris[1].
- 1991 Tsugouharu-Léonard Foujita et l'École de Paris : Amedeo Modigliani, Toshio Bando, Key Sato, Marcel Gimond, Max Jacob, Maurice Utrillo, Suzanne Valadon, Marie Laurencin, Moïse Kisling, Jules Pascin, Kees Van Dongen, Musée de l'École de Paris, Paris, juillet-septembre 1991.

## Expositions personnelles
- 1934, 1951, 1954 à Tokyo.
- 1954 galerie Mirador à Paris.
- 1959, 1960, 1961, 1964, 1968, 1970, 1979 galerie Jacques Massol, Paris.
- 1964 galerie Hamilton, Londres.
- 1965 New York World House Gallery, New York.
- 1968, 1971 galerie Cavalero, Cannes.
- 1970 Esch-sur-Alzette Luxembourg
- 1975, galerie Convergence Nantes..

Il obtient diverses distinctions, dont: le Grand prix du Salon National de Tokyo en 1932; il est sélectionné pour le prix Lissone à Milan, en 1959.

## Son style sous influence
Key Sato vie deux périodes très distinctes, figuratif dans la première, abstrait par la suite. En effet, après quelques dernières toiles figuratives, énigmatiques dans leur expression poétique intériorisée, il comprend qu'il n'a pas besoin de la reproduction du monde extérieur pour exprimer ses sentiments, pour donner forme à ses pensées au sujet de l'univers. Très attiré par les travaux cubistes de Picasso, durant son premier séjour parisien, il chemine vers l'abstraction. Extrême-oriental, l'art de Key Sato n'a cependant rien ou presque rien à voir avec la calligraphie, où les occidentaux voient trop facilement la seule expression plastique spécifique de ces pays. Tout de lenteur au contraire, les peintures mûrissant lentement, couche après couche, en respectant de longs temps de séchage, l'art de Key  se situe en dehors du temps, de l'éphémère, du geste. 

## Ses sources d'inspiration
L'artiste puise son inspiration dans une certaine rêverie à partir du monde tellurique, les titres de ses œuvres étant directement inspirés par cet univers géologique: Le rite de la pierre, Lumière dans la terre, Carrière de l'espace, Soleil axial... il écrit lui-même: « Je suis rattaché au nombril du monde ». Ses modèles sont minéraux ou géologiques: pierres ramassées lors de promenades, mais aussi des racines de bois flottés, des branches, objets de ses méditations picturales à venir, dont sa palette qui puise ses dominantes: le noir, le blanc, les bruns, l'ocre jaune. Les céramiques venues érodées de l'aube des temps, les pierres portant les griffures de leur périple multiséculaire, le souvenir de la trace du feu sur une roche d'un volcan éteint depuis longtemps, lui sont objets de méditation. Déchiffrant ces stigmates divers, dans l'impassibilité d'une sagesse antique, il en retrace les épures et, preuve par neuf de sa clairvoyance, de ces abstractions mises en ordre, naissent de nouveau le soleil et la lune, les étoiles et le ciel, la terre et la mer, toute l'image de l'univers contenue et déchiffrée dans chaque fragment microscopique négligé, du moment que ramassé par celui qui sait voir.

## Musées
Key Sato est présent dans les musées de: Charleroi (Musée) - Kamakura (Musée d'Art Mod.) - Londres (Tate (galerie)) - Luxembourg (Musée Nat.) - Nantes (Mus. des Beaux-Arts) - Paris (Musée national d'art moderne) - Paris (Musée d'art moderne de la ville de Paris) - Québec (Musée national des beaux-arts du Québec) - Strasbourg (Mus. d'Art Mod.) - Tokyo (Mus Nat.) - Verviers (Musée). Le musée municipal d'Ōita est dédié à sa carrière ainsi qu'à celle de son fils Ado.